# Liza z parasolką
Liza z parasolką (fr. Lise à l’ombrelle) – obraz olejny, o wymiarach 115 × 84 cm, autorstwa francuskiego malarza impresjonisty Auguste’a Renoira, namalowany w roku 1867.
Do obrazu pozowała pierwsza muza i modelka Renoira – Liza Tréhot (1848–1922). Portret namalowany został w Marlotte pod Paryżem. Obraz został przyjęty na Salon Paryski w roku 1867. Inspiracją dla Renoira był obraz Gustave’a Courbeta Panny ze wsi.